# Catedral de San Jacinto (Saint-Hyacinthe)
La catedral de San Jacinto o la Catedral de San Jacinto el Confesor (en francés: Cathédrale Saint-Hyacinthe-le-Confesseur) fue construida en 1880. Situado en Saint-Hyacinthe, en Quebec al este de Canadá es la iglesia principal de la diócesis de Saint-Hyacinthe. Se llama así en honor a San Jacinto de Cracovia.
Una pro-catedral fue construida con anterioridad a petición del obispo Jean-Charles Prince, pero el edificio no era sólido. Durante la década de 1870, el obispo debió trasladarse a Saint-Mathieu-de-Beloeil.
La construcción del edificio actual fue ordenado por el obispo Louis-Zéphirin Moreau. Su arquitecto es Adolphe Lévesque, que cumplió un contrato de cincuenta mil dólares. Fue dedicada en honor de San Jancinto (Saint Hyacinthe), confesor Dominíco que murió en el 1257.